# 维勒古安
维勒古安（法語：Villegouin，法語發音：[vilɡwɛ̃]）是法国安德尔省的一个市镇，位于该省西北部，属于沙托鲁区。

## 地理
维勒古安（46°57'51"N, 1°22'23"E）面积24.03 平方千米，位于法国中央-卢瓦尔河谷大区安德尔省，该省份为法国中部省份，北起卢瓦-谢尔省，西北接安德尔-卢瓦尔省，西南接维埃纳省，南至克勒兹省和上维埃纳省，东临谢尔省。
与维勒古安接壤的市镇（或旧市镇、城区）包括：阿尔日、比藏赛、厄涅、安德尔河畔帕吕欧、佩勒瓦桑、普雷欧、圣热努。

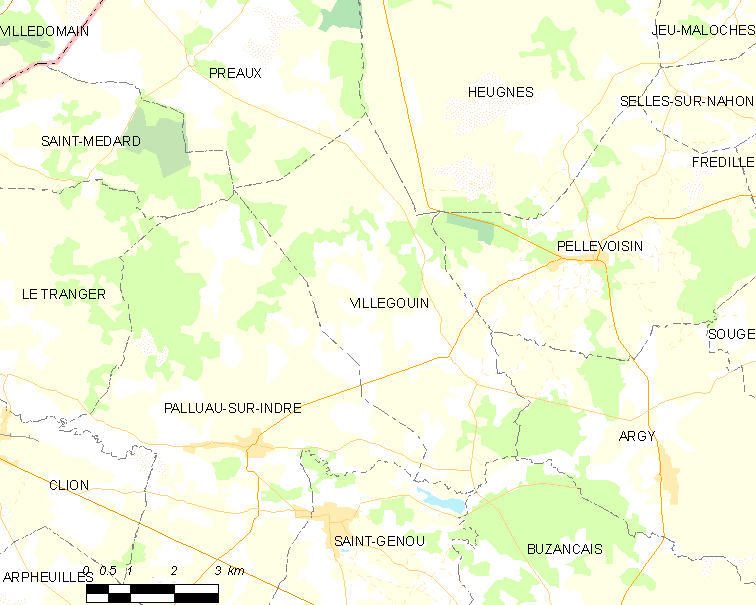
维勒古安的OSM定位图

维勒古安的时区为UTC+01:00、UTC+02:00（夏令时）。

## 行政
维勒古安的邮政编码为36500，INSEE市镇编码为36243。

## 政治
维勒古安所属的省级选区为瓦朗赛县。

## 人口

1962-2008年间维勒古安人口变化图示

维勒古安于2022年1月1日时的人口数量为321人。